# Dusona tikari
Dusona tikari är en stekelart som beskrevs av Gupta 1977. Dusona tikari ingår i släktet Dusona och familjen brokparasitsteklar. Inga underarter finns listade i Catalogue of Life.